# Mick Thomson
Mickael „Mick” Gordon Thomson (ur. 3 listopada 1973 w Des Moines) – amerykański muzyk, kompozytor i instrumentalista. Znany z występów w grupie muzycznej Slipknot w której gra na gitarze. Gościnnie zagrał również na płycie Doomsday X zespołu Malevolent Creation.

## Dyskografia
- Slipknot – Mate, Feed, Kill, Repeat
- Slipknot – Slipknot(Self Titled Album)
- Slipknot – Iowa
- Slipknot – vol. 3: (The Subliminal Verses)
- Slipknot – 9.0: Live
- Slipknot – All Hope Is Gone
- Slipknot – Antennas To Hell
- Slipknot –.5: The Gray Chapter
- Slipknot – Day of the Gusano: Live in Mexico
- Slipknot – We Are Not Your Kind
- Slipknot – The End, So Far

## Instrumentarium
Gitary
- Jackson USA Soloist Mick Thomson Signature (w kolorach białym, czarnym, zielonym (farba z hełmu drużyny Philadelphia Eagles), czerwonym i carbon fiber
- Ibanez MTM Custom (w kształcie MTM100)
- Ibanez MTM Custom (w kształcie MTM1) w kolorach - czerwonym, białym, czarnym, srebrnym (farba z hełmu drużyny Las Vegas Raiders), carbon fiber
- B.C. Rich Warlock Custom w kolorach czerwonym, czarnym oraz prążkowanym czarno brązowym
- Jackson Pro Series Signature Mick Thomson Soloist Sl2
- Ovation custom MT37-5
- B.C. Rich Bich Custom
- Jackson Double Rhoads King V
- Ibanez RG560 (z wyklejonym HATE na główce)
- Jackson King V
- Fender Yngwie Malmsteen
- Hohner Tele Sunburst
- ESP USA M-I Jawbreaker
- ESP Horizon

Przystawki gitarowe
- Seymour Duncan Blackouts
- Wcześniej EMG 81 60

Wzmacniacze i kolumny gitarowe
- Line 6 Spider III (Practice)
- Rivera Mick Thomson Signature Series KR-100-MT 100W Tube Guitar Amp Head
- Rivera Mick Thomson Signature Series K412-MT 280W 4x12 Tube Guitar Extension Cabinets
- Rivera K7 Knucklehead Reverb amplifier heads (with EL34 power tubes)
- Rivera KR7 Knucklehead 4x12 Cab with 100 watt Celestion speakers
- Omega Ampworks Obsidian

Efekty gitarowe
- Death By Audio Fuzz War
- Marshall JMP-1 Pre-Amp
- Boss GX-700 Pre-Amp
- Jim Dunlop Jimi Hendrix Octave fuzz
- Ibanez TS-808 Tube Screamer (przerobiony przez technika gitarowego)
- Electro Harmonix Bass Balls (Russian)
- dual Audio Technica wireless units
- Whirlwind Switcher
- Custom Audio Electronics 4x4 switchers
- Voodoo labs pedal power
- Boss Super Overdrive (to boost leads)
- Line 6 Pod Xt
- Dunlop Crybaby custom Rack wah
- Boss NS-2 Noise Supressor
- Boss TU-2
- GCX rack unit
- Boss GT-Pro multi effects rack unit
- MXR Carbon Copy

Struny i kostki gitarowe
- Struny D'Addario NYXL Singles NYXL singles (Drop B 58 42 30 18p 15 11) (Drop A 68 46 32 20p 16 12)
- Kostki Dunlop Jazz III Nylon Max Grip Mick Thomson signature
- Kostki Dunlop Jazz III Carbon Fiber Max Grip sygnowane na zamówienie

## Filmografia
- We Sold Our Souls for Rock 'n Roll (2001, film dokumentalny, reżyseria: Penelope Spheeris)[8]